# Vulaines-sur-Seine
Vulaines-sur-Seine är en kommun i departementet Seine-et-Marne i regionen Île-de-France i norra Frankrike. Kommunen ligger i kantonen Fontainebleau som tillhör arrondissementet Fontainebleau. År 2022 hade Vulaines-sur-Seine 2 720 invånare.

## Befolkningsutveckling
Antalet invånare i kommunen Vulaines-sur-Seine
| Referens: INSEE |